# ライプツィヒ - グロースコルベータ線
ライプツィヒ - グロースコルベータ線（ドイツ語: Bahnstrecke Leipzig–Großkorbetha）はザクセン州の大都会ライプツィヒ市とザクセン＝アンハルト州のヴェイセンフェルス市を結ぶ、複線化・電化された幹線鉄道である。この路線の終点グロースコルベータ駅はヴァイセンフェルス市の東北部地区にあり、主要経由地はマルクランシュテット、バート・デュレンベルクである。

## 歴史

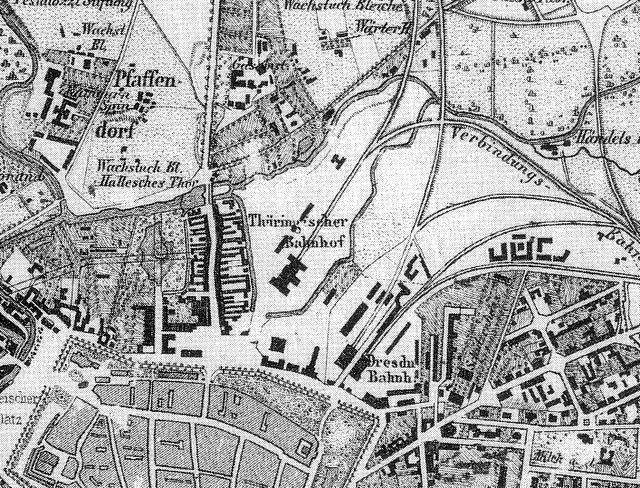
1860年当時のライプツィヒ駅

この路線は1856年3月22日にテューリンゲン鉄道会社（Thüringische Eisenbahn-Gesellschaft）により開通された。1913年以前に起点はライプツィヒ・テューリンゲン駅であった。この路線は中部ドイツで交通量の多い路線として発展した。
1942年11月2日より電気運転がこの路線で可能となり、南部および中部ドイツ方面で抜けていた部分が満たされることとなった。しかし1946年電気設備はソビエト連邦の政策により戦争賠償の名目で撤去された。
1960年代ライプツィヒSバーンの準備作業が行われて、AB64機種の自動閉塞装置がライプツィヒ - ロイッチュ間に設置された。1969年にSバーン路線がライプツィヒ - ロイッチ間に導入された。1973年6月10日にサールフェルト行き急行列車がロイッチュ駅で脱線して、信号装置が破壊された。保安装置が復旧された際に、機械式装置は電磁気式装置に置き換わった。
1990年ドイツ再統一以後インターシティ、ユーロシティ列車の比重がICE路線の導入とともにあがった。1992年GS III Sp68機種の運転管理装置がグロースコルベータの運転指令所に設備された。同時にAB70機種の閉塞信号機がバート・デュランダル間の閉塞区間設定や線路変更を機能することとなったが、数年後撤去された。

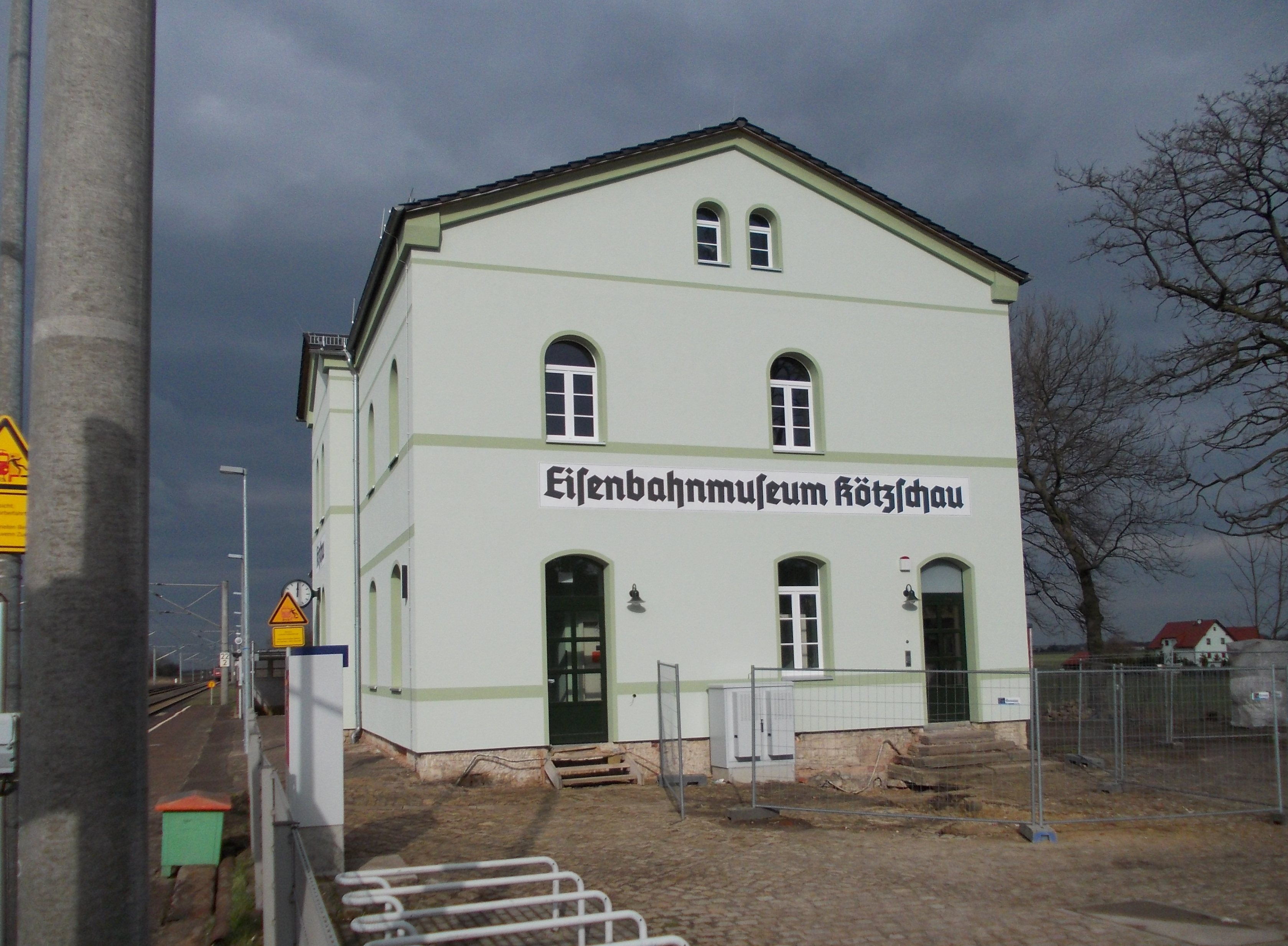
コェツシャウ鉄道博物館（旧駅舎）

2004年9月以後ライプツィヒ運転指令所はライプツィヒ-ロイッチュ間の保安装置を制御している。2015年6月にコェツシャウ信号所が使用中止になって、この路線で旧式保安装置はそれ以上運営されていない。2015年12月13日にアベリオ中部ドイツ法人が中距離列車路線を引き受けた。同じ日にエアフルト - ライプツィヒ高速線が開通され、フランクフルト方面のICE路線経路は新線に移動した。バンベルク - エアフルト高速区間は2017年12月10日に開業されて、ザールラント方面のICE系統は廃止された。

## 運行形態
運賃システムは中部ドイツ運輸連合（Mitteldeutscher Verkehrsverbund）により管理されている。
- 快速列車（RE 15）: ライプツィヒ - モェッケルン - マルクランシュテット - バート・デュレンベルク - ヴァイセンフェルス - ナウムブルク - カムブルク - イェーナ・パラディース - ルードルシュタット - ザールフェル。120分間隔。アベリオ中部ドイツ所属[5]。
- 普通列車（RB 20）: ライプツィヒ - モェッケルン - ロイッチュ - ミリティッツ - マルクランシュテット - グロースレーナ - バート・デュレンベルク - グロースコルベータ - ヴァイセンフェルス - ナウムブルク - アポルダ - ヴァイマル - エアフルト - アイゼナッハ。60分間隔。アベリオ中部ドイツ所属[5]。
- Sバーン（S 1）: シュトェテリッツ - MDR - ライプツィヒ - ゴーリス - コッピ広場 - モェッケルン - ロイッチュ - プラークヴィッツ - ミリティッツ並木道。30分間隔[6]。
- Sバーン（S 10）: ライプツィヒ - ゴーリス - コッピ広場 - モェッケルン - ロイッチュ - プラークヴィッツ - ミリティッツ並木道。30分間隔（平日のみ）[6]。